# Willy Jürges
Willy Jürges (* 15. März 1868 in Göttingen; † 30. Juni 1920) war Direktor der Waggonfabriken Van der Zypen & Charlier.
Nach einer Lehre als Steinhauer absolvierte er die Gewerbeschule in Buxtehude und studierte anschließend von 1891 bis März 1895 an der Ingenieurschule der ETH Zürich. Er war vier Jahre bei der Straßenbahn Hannover tätig. 1897 entwickelte er zusammen mit Theodor Krüger ein Fahrzeug, das sowohl auf Schienen als auch auf dem Erdboden rollen kann, um außerhalb der Bahnlinie aufzunehmende Güter in den Güterbetrieb hereinzuziehen. 1902 erhielten sie darauf das österreichische Patent Nr. 6601. Er arbeitete dann bei den Waggonfabriken in Köln-Deutz, wo er bis zum Betriebschef und Direktor aufstieg.
In seiner Freizeit beschäftigte er sich mit Problemen der darstellenden Geometrie und Mechanik. Infolge einer Operation starb er am 30. Juni 1920 in seinem 53. Lebensjahr.